# 片岡尚之
片岡 尚之（かたおか なおゆき、1997年12月28日 – ）は、日本のプロゴルファー。北海道江別市出身。
所属：フリー

## 経歴
ゴルフ関係の仕事をしていた父親の影響で2歳からゴルフを始め、小学校時代から『北海道小学生選手権』『北海道ジュニア』など多くの大会で優勝を経験。
2014年、札幌光星高校在学2年時には『北海道アマ』を16歳の大会最年少で制した。同年「日本アマチュアゴルフ選手権競技」では準々決勝で比嘉一貴に1ダウンで敗れたが、「日本ジュニアゴルフ選手権競技」男子15～17歳の部では通算11アンダーで北海道の選手として初の優勝。
札幌光星高校時代のクラスメイトに千葉ロッテマリーンズの本前郁也投手がいる。
2015年、2016年ナショナルチームメンバーとして数々の海外競技に出場。ノムラカップアジア太平洋チーム選手権では日本の26年ぶりの優勝に貢献した。
東北福祉大学に進学。2018年、「日本学生ゴルフ選手権競技」で3位タイ。
2019年、QTに初挑戦し、ファイナルに進んでプロ宣言した。
2020年は「日本オープンゴルフ選手権競技」の40位タイが最高位。
前年と同一シーズンとなった2021年、プロ4戦目に迎えた、新規大会で初の選手会主催となった「ジャパンプレーヤーズ選手権」では最終日を首位と4打差の9位タイで迎えたが、そこから6バーディーと伸ばした。通算15アンダーで2位タイの5人に1打差という混戦を制し、プロ転向後初優勝。「ブリヂストンオープンゴルフトーナメント」では初の最終日最終組だったが、杉山知靖に競り負け2位タイに終わった。
2021年ホストプロとして迎えた「ダンロップフェニックストーナメント」では最終日最終ホールまでもつれたがチャン・キムに惜しくも届かず2位タイに終わった。
2020-21年シーズンジャパンゴルフツアー平均パット賞を初受賞。プロ入り後4季の平均パット順位がすべて4位以内のパットの名手。
2025年3月4日、昨年に結婚しており今年2月9日に第1子となる男児が誕生したことを自身のインスタグラムで発表した。
2025年5月1日より開催された「中日クラウンズ」に出場し、史上3人目（4度目）となる連続出場100試合を達成。しかし、試合は2日目スタート前に左膝痛のため棄権した。

## プロ優勝 (1)

### 日本ツアー優勝 (1)
| No. | 日程           | 大会                       | スコア                | 2位との差 | 2位（タイ）                                          |
| --- | -------------- | -------------------------- | --------------------- | --------- | ---------------------------------------------------- |
| 1   | 2021年5月6-9日 | ジャパンプレーヤーズ選手権 | −15 (69-68-68-68=273) | 1打       | 杉本エリック トッド・ペク 植竹勇太 時松隆光 宮本勝昌 |